# Албрехт Фридрих Карл фон Кастел-Кастел
Албрехт Фридрих Карл фон Кастел-Кастел (на немски: Albrecht Friedrich Karl zu Castell-Castell; * 2 май 1766 в Ремлинген; † 11 април 1810 в Кастел) от род Кастел е граф и господар на Кастел-Кастел (1773 – 1806). Той основава линията Кастел-Кастел и е племенен господар на тази линия до прекратяването на графството през 1806 г.

## Биография
Той е най-големият син на граф Кристиан Фридрих Карл фон Кастел-Ремлинген (1730 – 1773) и съпругата му роднината му графиня Катарина Хедвиг фон Кастел-Ремлинген (1730 – 1783), дъщеря на чичо му граф Карл Фридрих Готлиб фон Кастел-Ремлинген (1679 – 1743) и графиня Фридерика Елеонора фон Кастел-Рюденхаузен (1701 – 1760), наследничка на Рюденхаузен. По-малкият му брат Кристиан Фридрих (1772 – 1850) е от 15 октомври 1773 г. граф и господар на Кастел-Рюденхаузен.
Баща му Кристиан Фридрих Карл има целите собствености на Кастел-Ремлинген. След ранната смърт на баща му през 1773 г. Албрехт Фридрих Карл го наследява. Той следва в Ерланген и Лайпциг, след това пътува през Германия, Швейцария и Франция и през 1792 г. поема управлението.
Двамата братя Албрехт Фридрих Карл и Кристиан Фридрих разделят отново господарството на две линии. През 1806 г. графството е прекратено на 3 септември и на 25 септември отива към Курпфалц-Бавария. Графовете стават племенни господари.
Албрехт Фридрих Карл фон Кастел-Кастел умира на 43 години на 11 април 1810 г. в Кастел.
Правнук му Фридрих Карл фон Кастел-Кастел (1864 – 1923) става на 7 март 1901 г. 1. княз на Кастел-Кастел, внук на син му граф Фридрих Лудвиг Хайнрих фон Кастел-Кастел (1791 – 1875).

## Фамилия
Албрехт Фридрих Карл фон Кастел-Кастел се жени на 30 април 1788 г. в Кастел за принцеса София Амалия Шарлота Хенриета фон Льовенщайн-Вертхайм-Фройденберг (* 2 април 1771, Вертхайм; † 25 май 1823, Рюденхаузен), дъщеря на 1. княз Йохан Карл Лудвиг фон Льовенщайн-Вертхайм-Фройденберг (1740 – 1816) и ландграфиня Доротея Мария фон Хесен-Филипстал-Бархфелд (1738 – 1799). Те имат шест деца:
- Фридрих Лудвиг Хайнрих фон Кастел-Кастел (* 2 ноември 1791, Кастел; † 21 април 1875, Кастел), граф и господар на Кастел-Кастел на 11 април 1810 г., женен в Лангенбург на 25 юни 1816 г. за принцеса Емилия фон Хоенлое-Лангенбург (* 27 януари 1793; † 20 юли 1859), дъщеря на 3. княз Карл Лудвиг фон Хоенлое-Лангенбург (1762 – 1825,) и графиня Амалия Хенриета Шарлота фон Золмс-Барут (1768 – 1847); имат деца
- Доротея Кристиана (* 20 януари 1793, Кастел; † 20 февруари 1796, Кастел)
- Доротея Кристиана Клементина Луиза (* 10 януари 1796, Кастел; † 6 септември 1864, Меерхолц, Хесен), омъжена на 22 октомври 1818 г. в Кастел за граф Йозеф фон Изенбург-Бюдинген-Меерхолц (* 10 май 1772; † 14 март 1822)
- Албрехт Филип Фердинанд (* 31 юли 1797, Кастел; † 20 октомври 1797, Кастел)
- Фридрих Ернст Албрехт (* 28 юни 1800, Кастел; † 18 септември 1889, Меерхолц)
- Карл Фридрих Кристиан Хайнрих Август (* 8 декември 1801, Кастел; † 2 март 1850, Висбаден), полковник във военното министерство в херцогство Насау, женен на 18 юли 1837 г. в Царо, Далмация за графиня Силвине Фетер фон Лилиенберг (* 4 март 1810, Лилиенберг; † 10 юли 1872, Висбаден)

Вдовицата му София Шарлота фон Льовенщайн-Вертхайм-Вирнебург се омъжва втори път на 2 август 1812 г. в Кастел за брат му Кристиан Фридрих.